# Apamea monoglypha monoglypha
Apamea monoglypha monoglypha é uma subespécie de insetos lepidópteros, mais especificamente de traças, pertencente à família Noctuidae.
A autoridade científica da subespécie é Hufnagel, tendo sido descrita no ano de 1766.
Trata-se de uma subespécie presente no território português.